# Konstantin Fehrenbach
Konstantin Fehrenbach (Bonndorf im Schwarzwald, 1852. január 11. – Freiburg im Breisgau, 1926. március 26.), német jogász és politikus. Németország kancellárja 1920 és 1921 között.

## Élete
Fehrenbach 1885-87 és 1901-13 között a Badeni Nagyhercegség alsóházának tagja és 1907-09 között ennek házelnöke volt. Németország parlamentjébe 1903-bam választották be és nagy bizalmat élvezett. 1917 augusztusától az állandó főbizottság elnöke és 1918 júniusától a császári Németország parlamentjének utolsó elnöke. A németországi forradalom (1918-19) után a weimari Nemzetgyűlés elnöke lesz. Miután a Hermann Müller szociáldemokrata kormánya megbukik, 1920 júniusában Fehrenbach lesz a német kancellár, egy közép-jobb koalíciós kormány élén. A weimari kormánykoalíció három pártja a Katolikus Centrum Párt (Zentrum), a konzervatív Jobboldali párt (DNVP) és a liberális Német demokrata párt (DDP). Fehrenbach viszonya a szociáldemokratákkal jó volt, ami lehetővé tette kormányának működését.
Kormányzása idején tartották a háború utáni első két konferenciát, Spa-ban 1920. július 11-én és London-ban 1921. március 12-én. A Fehrenbach-kormány 1921 májusában lemondott, ezzel tiltakozva a Versailles-i békeszerződés ellen, amelyben Németországot 33 millió dollár kártérítés kifizetésére kötelezték.
1924 márciusától 1926-ban bekövetkezett haláláig Fehrenbach a Centrumpárt parlamenti csoportjának elnöke volt.

## Fordítás
- Ez a szócikk részben vagy egészben  a   Constantin Fehrenbach című svéd Wikipédia-szócikk fordításán alapul.  Az eredeti cikk szerkesztőit annak laptörténete sorolja fel. Ez a jelzés csupán a megfogalmazás eredetét és a szerzői jogokat jelzi, nem szolgál a cikkben szereplő információk forrásmegjelöléseként.